# Jo Čin-gu
Jo Čin-gu (korejsky 여진구; * 13. srpna 1997) je jihokorejský herec. Kariéru začal jako dětský herec v roce 2005 ve filmu Sad Movie. V korejském zábavním průmyslu je přezdíván jako „Národní mladší bratr". Je známý ztvárněním hlavní postavy v akčním thrilleru Monstrum Hwayi (2013), za který získal ocenění Nejlepší nový herec na předávání prestižních jihokorejských cen Blue Dragon Film Awards.
Od té doby hrál hlavní role ve filmech: Shoot Me in the Heart (2015), The Long Way Home (2015), and Warriors of the Dawn (2017) a televizních dramatech Orange Marmalade (2015), The Royal Gambler (2016), Circle (2017), Reunited Worlds (2017), The Crowned Clown (2019), My Absolute Boyfriend (2019), Hotel Del Luna (2019) a Beyond Evil (2021).